# Сухый, Доминик
Доминик Сухый (чеш. Dominik Suchý, 13 ноября 1987, Пльзень) — чешский бобслеист, разгоняющий, выступает за сборную Чехии с 2007 года. Участник двух зимних Олимпийских игр, неоднократный победитель национального первенства, участник многих этапов Кубков Европы и мира.

## Биография
Доминик Сухый родился 13 ноября 1987 года в городе Пльзень. С раннего детства активно занимался спортом, бобслеем увлёкся в 2007 году, вскоре прошёл отбор в национальную команду и присоединился к ней в качестве разгоняющего. Год спустя начал принимать участие в крупных международных стартах, в частности, съездил на юниорский чемпионат мира в австрийский Иглс, где занял пятнадцатое место среди четвёрок, и с таким же результатом дебютировал на Кубке Европы, только в двойках. В 2009 году вновь участвовал в заездах молодёжного мирового первенства, на сей раз был пятнадцатым с двухместным экипажем и четырнадцатым с четырёхместным. Постепенно закрепился в основном составе, в ноябре показал свой лучший результат на Кубке мира, когда на трассе американского Лейк-Плэсида в зачёте четвёрок закрыл десятку сильнейших.
Благодаря череде удачных выступлений удостоился права защищать честь страны на зимних Олимпийских играх 2010 года в Ванкувере, где в составе четырёхместного экипажа пилота Иво Данилевича расположился в итоге на двенадцатой строке. В следующем сезоне из-за высокой конкуренции вынужден был разгонять бобы в менее значимых второстепенных соревнованиях, хотя был на них довольно успешен. Например, на этапе европейского кубка в немецком Винтерберге с четвёркой немного не дотянул до призовых позиций, приехав к финишу пятым. В 2011 году Сухый дебютировал на взрослом чемпионате мира, на трассе в Кёнигсзее занял в программе четвёрок семнадцатое место.
В 2014 году Сухый побывал на Олимпийских играх в Сочи, где финишировал шестнадцатым в программе мужских четырёхместных экипажей.